# راه‌حل بزرگ
راه‌حل بزرگ (انگلیسی: The Big Fix) یک تریلر سیاسی و کمدی دلهره‌آور آمریکایی به کارگردانی جرمی کاگان است که در سال ۱۹۷۸ منتشر شد.

## بازیگران
- ریچارد درایفس
- سوزان آنسپاک
- بانی بدیلیا
- جان لیسگو
- اوفلیا مدینا
- نیکلاس کاستر
- اف. موری آبراهام
- فریتس ویور
- ران ریفکین